# Schöpfungsmesse
Die Missa solemnis in B-Dur  (Hob. XXII:13) genannt „Schöpfungsmesse“ von Joseph Haydn ist die fünfte seiner sechs späten Messen. 
Haydn komponierte sie von Juli bis September 1801, und sie wurde am 13. September 1801 in der Bergkirche Eisenstadt uraufgeführt. Ihren Namen erhielt sie deshalb, weil Haydn im Gloria bei der Textstelle „Qui tollis peccata mundi“ ein Thema aus seiner Schöpfung zitiert, nämlich die Passage „Der tauende Morgen, o wie ermuntert er“. Maria Theresia, Gemahlin des Kaisers Franz II., soll diese Stelle missfallen haben, denn der Text „der du trägst die Sünden der Welt“ erklinge so locker und leicht, worauf die Kaiserin die Änderung der Stelle forderte. Haydn ging darauf ein und änderte die Stelle in einer Fassung, die in Stimmabschriften der Wiener Hofmusikkapelle überliefert und im Anhang der Werkausgabe Joseph Haydns abgedruckt ist, heute aber kaum je aufgeführt wird.
Eine Aufführung der Messe dauert ca. 45 min.
Besetzung: Soloquartett (SATB), Chor (SATB), 2 Oboen, 2 Klarinetten, 2 Fagotte, 2 Hörner, 2 Trompeten, Pauken, Orgel, Streicher
Die Messe ist sechsteilig angelegt:
- Kyrie: Adagio – Allegro moderato
- Gloria: Allegro – Adagio – Molto vivace – Presto
- Credo: Vivace – Adagio – Allegro – Piú Allegro
- Sanctus: Adagio – Allegro
- Benedictus: Allegretto
- Agnus Dei: Adagio – Allegro moderato

## Sonstiges
Der Komponist Luigi Gatti unterlegte Teile der Schöpfung mit dem Text des lateinischen Ordinariums und stellte sie zu einer Messe zusammen, die ebenfalls als Schöpfungsmesse bekannt ist.